# Oltressenda Alta
Oltressenda Alta – miejscowość i gmina we Włoszech, w regionie Lombardia, w prowincji Bergamo.
Według danych na styczeń 2009 gminę zamieszkiwało 188 osób przy gęstości zaludnienia 10,9 os./1 km².